# マンスリー・レヴュー
マンスリー・レヴュー （Monthly Review）は、独立の社会主義者雑誌であり 年間11回ニューヨークで発行される。

## 歴史
雑誌はハーバード大学の経済学教授ポール・スウィージーにより創刊され、彼は最初の編集者になった。ニューヨーク・タイムズ はスウィージーを評して「冷戦とマッカーシー時代の期間、国家の指導的なマルクス主義者の知識人で出版人」という。 マンスリー・レヴュー 創刊号は1949年5月に刊行された。その主要記事は物理学者アルベルト・アインシュタインによる"Why Socialism?" であった。
1950年代初期のマッカーシズムの間、当初の編集者ポール・スウィージーとレオ・ヒューバーマンは「破壊活動」の対象者にされた。スウィージーの訴訟は、ニューハンプシャー州司法長官による裁判を受け、遠く最高裁判所に送られ言論の自由に関する発展的な訴訟になりその時裁判所は彼に有利な判決を下した。

## 観点
2004年に、マンスリー・レヴュー 編集者ジョン・ベラミー・フォスターはニューヨーク・タイムズ に、「マンスリー・レヴュー は共産党と他の党派グループを去った人々を魅了した。それは過去現在とマルクス主義者であるが、党の路線に従わなかったか党派の闘争に参加しなかった」と語った。 マンスリー・レヴュー は社会主義と反アメリカ帝国主義を求める一貫した声明を果たしてきた。マンスリー・レヴュー の編集者は著名なマルクス主義者の学者・エコノミスト・著述家が務めてきた。編集者たちは独立し、特定の既存の革命的運動または政治的組織と連携をしていない。記事の多くは学者、ジャーナリスト、著述家が書き、そこに含まれるのはW・E・B・デュボイス、ポール・A・バラン、ジャン＝ポール・サルトル、チェ・ゲバラ、ジョーン・ロビンソン、ターリク・アリ、グレース・リー・ボッグズ、ノーム・チョムスキー、バーナディーン・ドーン、ムミア・アブ＝ジャマール、マリリン・バック、ダグ・ヘンウッド、マイケル・クラレ、ジェームズ・ペトラス、フランセス・フォックス・パイブン、アドリエンヌ・リッチである。
アイジャズ・アフマッドはマンスリー・レヴュー について、「私にとって戦後のアメリカ合衆国マンスリー・レヴュー は世界の本格的な物語を供給する唯一の左派機関であったように感じる」と言ったことがある。
関連した試みのマンスリー・レヴュー・プレスは多数の政治的図書を出版している。ウィリアム・ヒントン『翻身』、ハリー・ブレイヴァマン『労働と独占資本 』、アンドレ・グンダー・フランク『低開発の発展 』、サミール・アミン『不均等発展 』、サブリ・ジェリス『イスラエルのなかのアラブ人 』、エドゥアルド・ガレアーノの英語翻訳『収奪された大地 ラテンアメリカ五百年 』等である。

## 編集者
マンスリー・レヴュー は6人の編集者がいる。
- ポール・スウィージー、1949年から2004年の死去まで
- レオ・ヒューバーマン、1949年から1968年の死去まで
- ハリー・マグドフ（英語版）、1969年から2006年の死去まで
- エレン・メイクシンズ・ウッド、1997年–2000年
- ロバート・W・マックチェスニ（英語版）、2000年–2004年
- ジョン・ベラミー・フォスター、2000年5月–現在

## イタリアのマンスリー
マンスリー・レヴュー はまたイタリア（バーリ、出版社デダロ）で出版されている（1968年–87年）。主要な寄稿者は、エンツォ・モドゥーニョ、ルチアーノ・カンフォラ、ニコ・ペローネ。
また多くのマンスリー・レヴュー・プレスの図書がイタリアで出版社デダロ・リブリにより再出版され、アメリカと同じ名称の叢書である。